# Ester Toivonen
Ester Toivonen, född 7 augusti 1914 i Fredrikshamn, död 29 december 1979 i Helsingfors, var en finländsk skönhetsdrottning och skådespelare. 
Toivonen blev Miss Finland 1933 och utsågs följande år till Miss Europe i Hastings, Storbritannien. Hon spelade 1934–1943 med i flera filmer. Hon ingick 1943 äktenskap med forstmästaren Eero Siirala. Hon skildrade senare sina upplevelser i böckerna Rikas on elämä (1965) och Lapsuuden ympyrät (1967).